# Roland Cailleux
Pour les articles homonymes, voir Cailleux.
Roland Cailleux, né le 4 décembre 1908 à Paris et mort le 12 mars 1980 à Antibes, est un écrivain français. Il a partagé sa vie entre l'écriture et la médecine.

## Biographie
Élève du lycée Louis-le-Grand, Roland Cailleux découvre sa vocation d'écrivain à 16 ans en lisant Proust. Pendant ses études de médecine, il fréquente les milieux surréalistes, notamment André Breton et René Crevel.
En 1932, il est un des premiers à écrire une thèse sur l'homéopathie. Il exerce à l'hôpital français de Londres avant de s'installer en 1935 comme gastro-entérologue en Auvergne dans la ville d'eau de Châtel-Guyon, ce qui lui laisse sept mois par an la liberté pour écrire. En 1939, il rencontre André Gide, dont il sera le médecin et Roger Martin du Gard.
Après l'appel du 18 juin, il s'engage dans la marine à Toulon. Il épouse en 1942 Marguerite Balme, également médecin et écrivain, fille de Pierre Balme. Ils auront trois filles.
Il publie en 1943 Saint-Genès ou la vie brève qui obtient le prix de Neufchateau. Ce roman raconte la jeunesse d'un poète mort à 25 ans. Chaque chapitre est écrit dans une expression littéraire différente. Son second roman Une lecture paraît en 1948. « C'est l'histoire de l'influence de Proust sur un marchand de verrerie... Il y avait fait tenir tout Proust, comme un grand pardessus dans une petite valise », note Alexandre Vialatte.
Il publie Les Esprits animaux en 1955. Ce livre, d'esprit voltairien, donne la parole à toutes sortes d'animaux tels que l'éphémère, l'amibe, la licorne.
Il se lie d'amitié avec Antoine Blondin, Alexandre Vialatte, Marcel Aymé et Roger Nimier dont il sera l'exécuteur testamentaire avec Bernard de Fallois. Il rencontre Louis-Ferdinand Céline à Meudon.
Après 20 ans de silence, il publie un livre-somme, À moi-même inconnu, où il fait le procès de la psychologie superficielle.
Atteint d'un cancer, il meurt le 12 mars 1980 à l'hôpital d'Antibes sans avoir pu terminer son livre La Religion du cœur. Il s'agit de monologues imaginaires des personnages secondaires de l'Évangile. « L'auteur a dicté et enregistré les chapitres que la mort l'a empêché d'écrire. Tel quel, il a l'évidence des chefs-d'œuvre » (François Nourissier). Ce dernier ouvrage est paru en 1985.
Innovant à chacun de ses livres, cet auteur rare et exigeant, analyste subtil, se tiendra à l'écart de la gendelettrerie.
« Toujours il s'est conduit en explorateur, explorateur du cœur, de l'intellect, des caractères, du langage, de l'époque... », remarque Jacques Laurent.
Les livres de Roland Cailleux sont en leur temps salués par la presse et par des écrivains tels que André Gide, Gracq, Paulhan, Roger Martin du Gard, Félicien Marceau, Jacques Laurent, Vialatte.

## Œuvre

### Romans
- 1943 : Saint-Genès ou la vie brève, Gallimard
- 1948 : Une lecture, Gallimard ; réédition aux Éditions du Rocher, coll. « Motifs » no 294, en 2007 avec une préface d'Alexandre Vialatte
- 1953 : A chacun sa chance (sous le pseudonyme de Richard Desmond), Pierre Horay
- 1955 : Les Esprits animaux, Gallimard
- 1956 : L'Escalier de Jean-Paul Sartre (sous le pseudonyme d'Yves Lecoeur), Gallimard
- 1978 : A moi-même inconnu, Albin Michel (lire en ligne)
- 1985 : La Religion du cœur, Grasset

### Recueil de textes extraits de diverses revues et publications
- 1933 : Essai critique sur la doctrine homéopathique, Le François 190 pages
- 1954 : Hommage à Jean-Paul Sartre, nouvelle, Arts, juillet 1954
- 1955 : Le Cheval du paradis terrestre, nouvelle, Bulletin de Paris, juillet 1955
- 1985 : Avec Roland Cailleux, inédits sur Jean Cocteau, André Gide, Louis-Ferdinand Céline, Roger Martin du Gard, Éditions Mercure de France
- 1993 : Postface du livre de Roger Nimier, La Nouvelle Année, Le Dilettante
- 2005 : Roland Cailleux et Ferdinand Céline, le Bulletin Célinien no 263
- 2019 Le Hérisson, texte inédit initialement prévu pour Les Esprits animaux, revue La Ronde N°12, mai 2019